# غلطة حياتي (مسلسل)
غلطة حياتي (بالتركية: Derin Sular)‏ هو مسلسل تركي من إنتاج قناة فوكس التركية (بالتركية: FOX Turkiye)‏.

## قصة المسلسل
تدور أحداث هذا المسلسل حول إنقاذ شاب يدعى لؤي لحياة فتاة كانت ملقية على الأرض بدمائها، وظنت إناس صديقة أسيل بأنه هو من ارتبط معها وجعلها حاملا منه وبعد ذلك تركها لذلك أجهضت ابنها، فقررت إناس أن تنتقم منه ولكن وقعت في خطأ فادح لما علمت أنه ليس هو من فعل بها ذلك وقد كانت تحبه حقا، ومن جهة أخرى مروان الذي يحب إناس، والدكتورة آمال التي أجبرت على إجهاض أسيل، ومريم التي لم تكن هي الابنة الحقيقية لليلى.